# Oplosia nubila
Oplosia nubila – gatunek chrząszcza z rodziny kózkowatych i podrodziny zgrzypikowych. 

## Zasięg występowania
Ameryka Północna; występuje w płn.-wsch. części USA sięgając po stan Missouri na zach.

## Budowa ciała
Ubarwienie ciała szare z czarnymi plamkami, pstrokate.